# 佐藤生朗
佐藤 生朗（さとういくお、1968年7月10日 - ）は青森県弘前市出身の作曲家・歌手である。

## 略歴
- 武蔵野音楽大学在学中に主にミュージカルなどで作曲活動を始める。
- JRA主催「宝塚記念ファンファーレ・コンテスト」準グランプリ受賞
- 1995年、自らがリーダーを務めるアカペラコーラス・グループJ's（ジェイズ）を結成。メインボーカルを担当。